# Laraesima scutellaris
Laraesima scutellaris es una especie de escarabajo longicornio perteneciente a la tribu Compsosomatini, de la subfamilia Lamiinae, orden Coleoptera.
Mide 5,9-10,7 mm de longitud. El período de vuelo para ejemplares adultos se presenta durante los meses de enero, octubre y diciembre.
En el museo Nacional de Historia Natural de Francia se encuentra un ejemplar de la especie, también en el Essig Museum of Entomology de la Universidad de California en Berkeley.

## Taxonomía
Se atribuye su descripción al entomólogo americano James Livingston Thomson, quien la citó por primera vez en 1868. La especie aparece registrada en la sección Révision du groupe des Æreneites (Lamites, Cérambycides, Coléoptères) de Physis Recueil d’Histoire Naturelle, 2 (5): 92–98, publicada por Thomson James en 1868.

## Distribución
Se distribuye por América del Sur, específicamente en Argentina y Brasil.